# أوريول سيرفيا
أوريول سيرفيا (بالإسبانية: Oriol Servià)‏ مواليد 13 يوليو 1974 في بالس، هو سائق فورملا 1 إسباني.

## سباقات شارك فيها
- البطولة الأمريكية لسباق السيارات
- سلسلة إندي كار
- إنديانابوليس 500

## وصلات خارجية
- أوريول سيرفيا على موقع Racing-Reference.info (الإنجليزية)
- أوريول سيرفيا على موقع DriverDB.com (الإنجليزية)
- الموقع الرسمي